# كينيث تشارلز دونكان
كينيث تشارلز دونكان (بالإنجليزية: K.C. Duncan)‏ هو مهندس معماري أسترالي، ولد في 1898 في فريمانتل في أستراليا، وتوفي في 1983 في ندلاندز ‏ في أستراليا.